# أندريا رينزي (كرة سلة)
أندريا رينزي (بالإيطالية: Andrea Renzi)‏ مواليد 18 أغسطس 1989 في جنوة، هو لاعب كرة سلة إيطالي بدأ مسيرته الاحترافية في سنة 2006 ويحمل الرقم 5. لعب في ليغا باسكيت الدرجة الأولى من 2006 إلى 2009. ثم لعب في نادي تريفيزو لكرة السلة من 2006 حتى 2010. ومن ثم لعب في سكاليجيرا باسكت فيرونا وبييلا لكرة السلة. ووقع عقداً مع نادي تراباني في شهر يوليو من عام 2013.

## روابط خارجية
- أندريا رينزي على موقع الاتحاد الدولي لكرة السلة (الإنجليزية)
- أندريا رينزي على موقع كرة السلة الأوروبية.كوم (الإنجليزية)
- أندريا رينزي على موقع ريلجم (الإنجليزية)
- أندريا رينزي على موقع بروبوليرز (الإنجليزية)
- أندريا رينزي على موقع سبورتس رفرنس (الإنجليزية)